# 8221 La Condamine
A 8221 La Condamine (ideiglenes jelöléssel 1996 NA4) a Naprendszer kisbolygóövében található aszteroida. Eric Walter Elst fedezte fel 1996. július 14-én.